# The Comedy Store (Los Angeles)
Ne doit pas être confondu avec The Comedy Store (Londres).
The Comedy Store est une boîte de nuit située à West Hollywood, en Californie, au 8433 Sunset Boulevard sur le Sunset Strip. Un autre établissement portant le même nom et appartenant au même groupe se situe à La Jolla, San Diego

## Présentation
The Comedy Store est créé par les comédiens Sammy Shore (en) et Rudy De Luca. Il ouvre en avril 1972 dans un bâtiment occupé précédemment par le Ciro's, une boîte de nuit très courue appartenant à William Wilkerson, puis par une salle de rock, où The Byrds sont découverts en 1964.
Lorsque l'endroit rouvre en 1972 en tant que The Comedy Store, il compte une salle de spectacle de 99 sièges, où Johnny Carson est un des premiers comiques à monter sur scène. À la suite d'un accord de divorce, c'est l'ex femme de Sammy Shore, Mitzi Shore, qui exploite la boîte en 1973 et rachète le bâtiment en 1976. Elle le renove et l'agrandit, portant le nombre de places assises à 450 dans la grand salle.
En 2005, le fils de Sammy Shore, Pauly Shore, est la vedette de l'émission de télé réalité Minding the Store sur la chaîne TBS. Le programme s'attache à suivre les démarches de Paul Shore pour redresser son établissement, mais c'est un échec commercial et Paul Shore est évincé du conseil d'administration. Son frère Peter le remplace en tant que PDG et réussit à redresser la fréquentation du lieu.

## Galerie

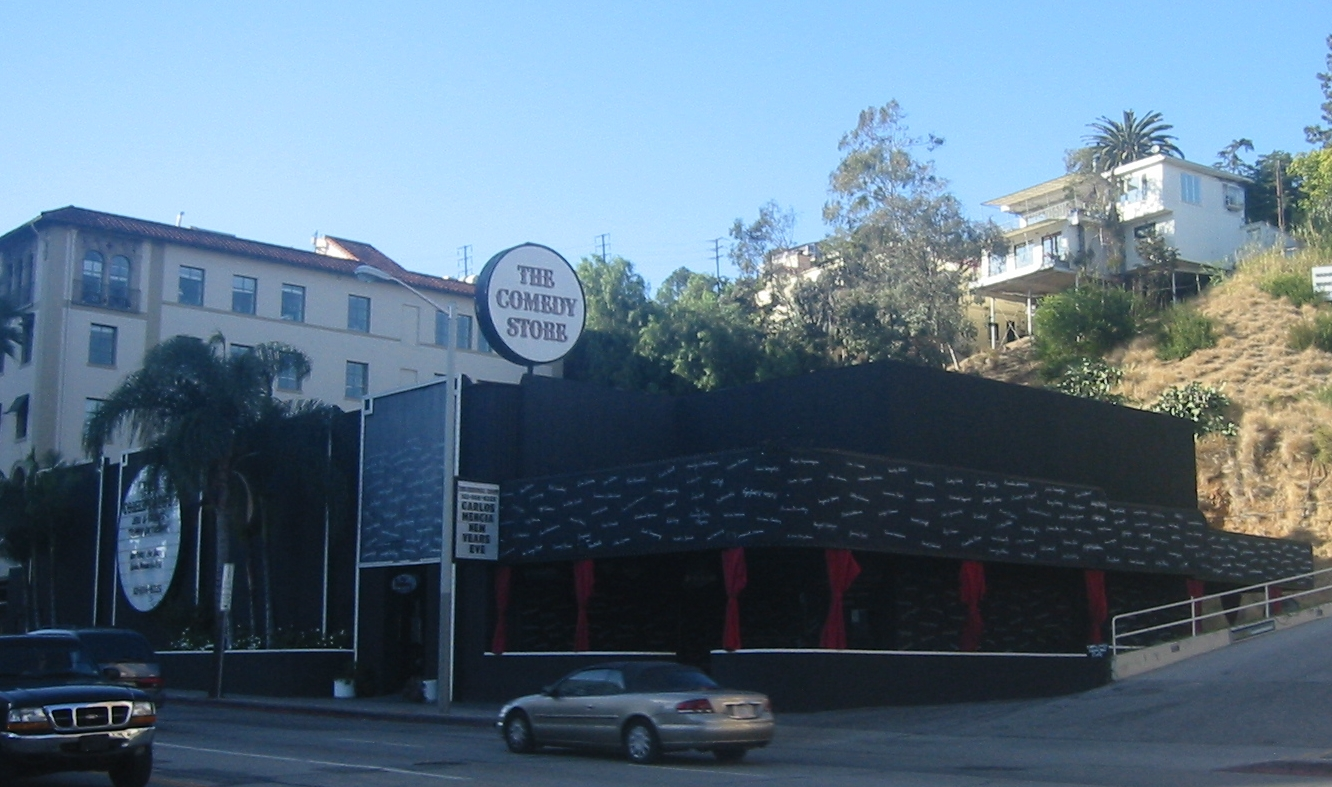
The Comedy Store, sur Sunset Boulevard
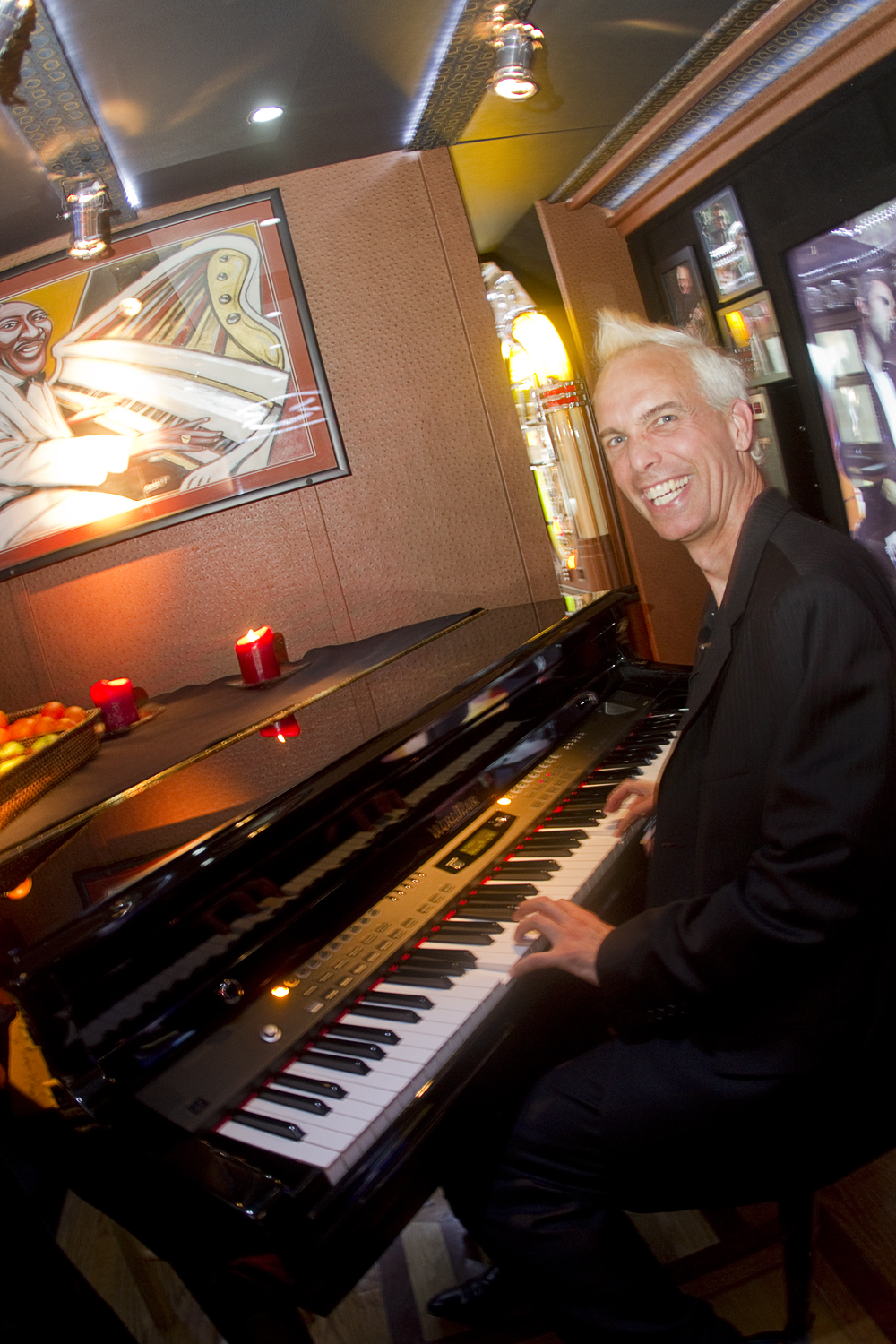
Spectacle en intérieur